# Mikhail Pokrovski
Mikhail Nikolaevitch Pokrovski (em russo Михаил Николаевич Покровский) (17 de agosto (jul.) de 1868 - 10 de abril de 1932) foi um historiador bolchevique e membro do Comissariado Popular de Educação. 
Pokrovski graduou-se na Universidade de Moscovo em 1891. Nas suas obras, enfatizou a teoria marxista e a brutalidade das classes dominantes em História russa desde os tempos mais antigos (1910-1913), desvalorizando o papel dos protagonistas e colocando no centro da questão a Economia como força motora da história. Escreveu também uma Breve história da Rússia, que se publicou em 1920 com prólogo aprovatório de Lenin. Entre novembro de 1917 e março de 1918, Pokrovski foi alcaide de Moscovo. Desde 1921, foi vice-comissário do povo de Educação no Narkompros dirigido por Anatoli Lunatcharski, e entre 1921 e 1931, Pokrovski foi diretor do Instituto de Professores Vermelhos e em 1929 foi eleito para a Academia Russa das Ciências. 
Porém, após a sua morte, o PCUS stalinista acusou Pokrovski de "sociologismo vulgar" e os seus livros foram proibidos, possivelmente porque a desvalorização dos protagonistas a respeito do meio económico colidia com a política de culto à personalidade de Stalin. Após a morte de Stalin e a denúncia desse culto da parte de Nikita Khrushchev, a memória e a obra de Pokrovski foram reabilitadas e ganhou novamente uma certa influência. 

## Outros artigos
- Narkompros
- Historiografia da União Soviética